# Joseph Bottoms
Pour les articles homonymes, voir Bottoms.
Joseph Bottoms est un acteur américain né à Santa Barbara, en Californie, le 22 avril 1954.

## Éléments biographiques
Bottoms a joué dans de nombreux soap, films télévisés, ou séries, comme, entre autres, Holocauste, en 1978, Santa Barbara, de 1985 à 1987, Des jours et des vies (Days of Our Lives), en 1991, mais aussi dans le film produit par Walt Disney Pictures en 1979, Le Trou noir (The Black Hole).

## Filmographie partielle

### Cinéma
- 1974 : The Dove de Charles Jarrott : Robin Lee Graham
- 1979 : Le Trou noir (The Black Hole) de Gary Nelson : Lieutenant Charles Pizer
- 1980 : Cloud Dancer (en) de Barry Brown : Tom Loomis
- 1987 : Open House de Jag Mundhra : Dr David Kelley

### Télévision
- 1978 : Holocauste de Marvin Chomsky : Rudy Weiss
- 1987 : Santa Barbara : Kirk Cranston
- 1998-1999 : Traque sur Internet (série TV) : Sean Trelawney